# Zavlekov
Zavlekov är en ort i Tjeckien.   Den ligger i regionen Plzeň, i den västra delen av landet, 110 km sydväst om huvudstaden Prag. Zavlekov ligger 556 meter över havet och antalet invånare är 432.
Terrängen runt Zavlekov är platt österut, men västerut är den kuperad. Terrängen runt Zavlekov sluttar österut.Runt Zavlekov är det ganska tätbefolkat, med 166 invånare per kvadratkilometer. Närmaste större samhälle är Klatovy, 15,5 km väster om Zavlekov. Omgivningarna runt Zavlekov är en mosaik av jordbruksmark och naturlig växtlighet.

## Galleri

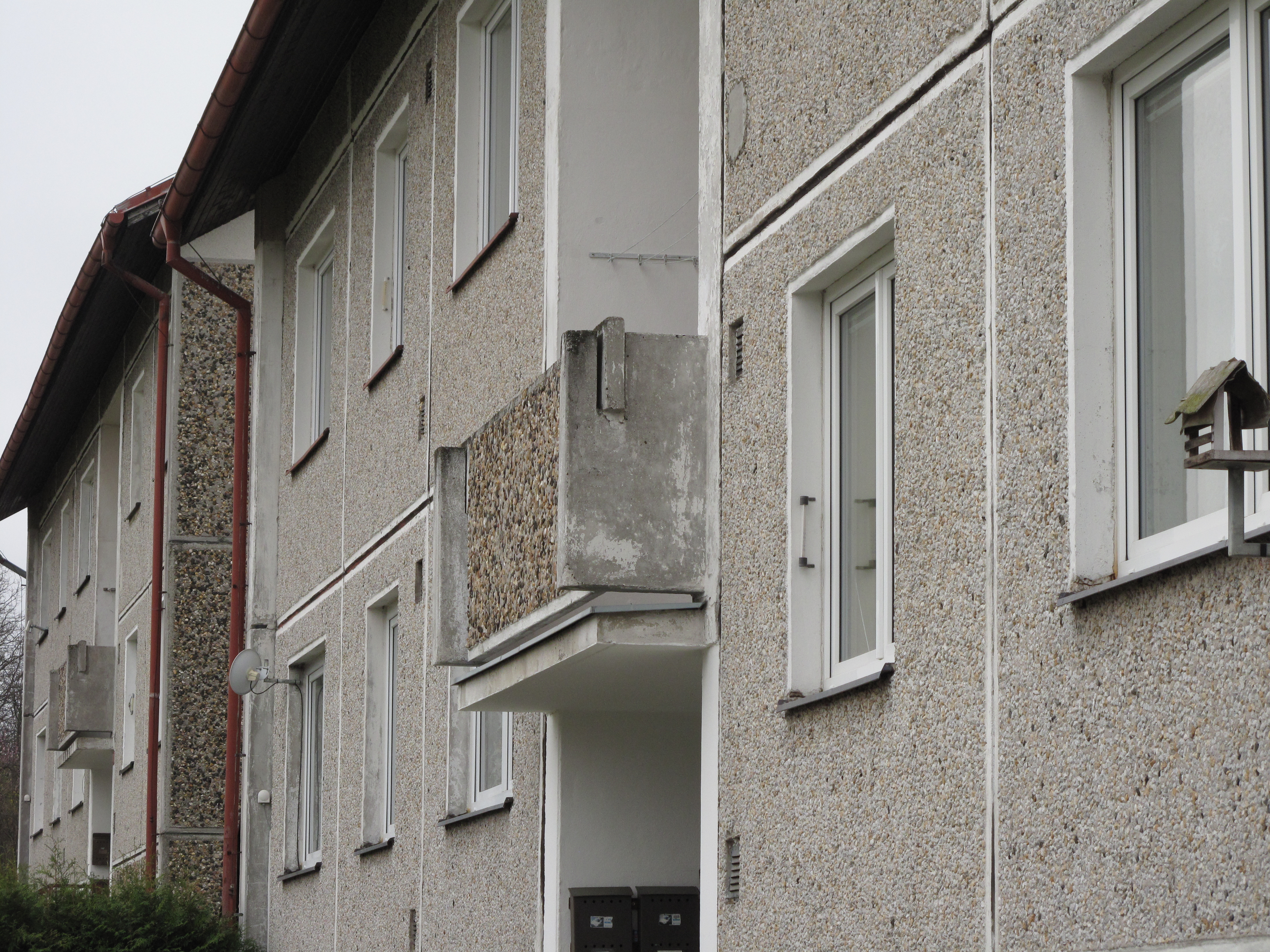
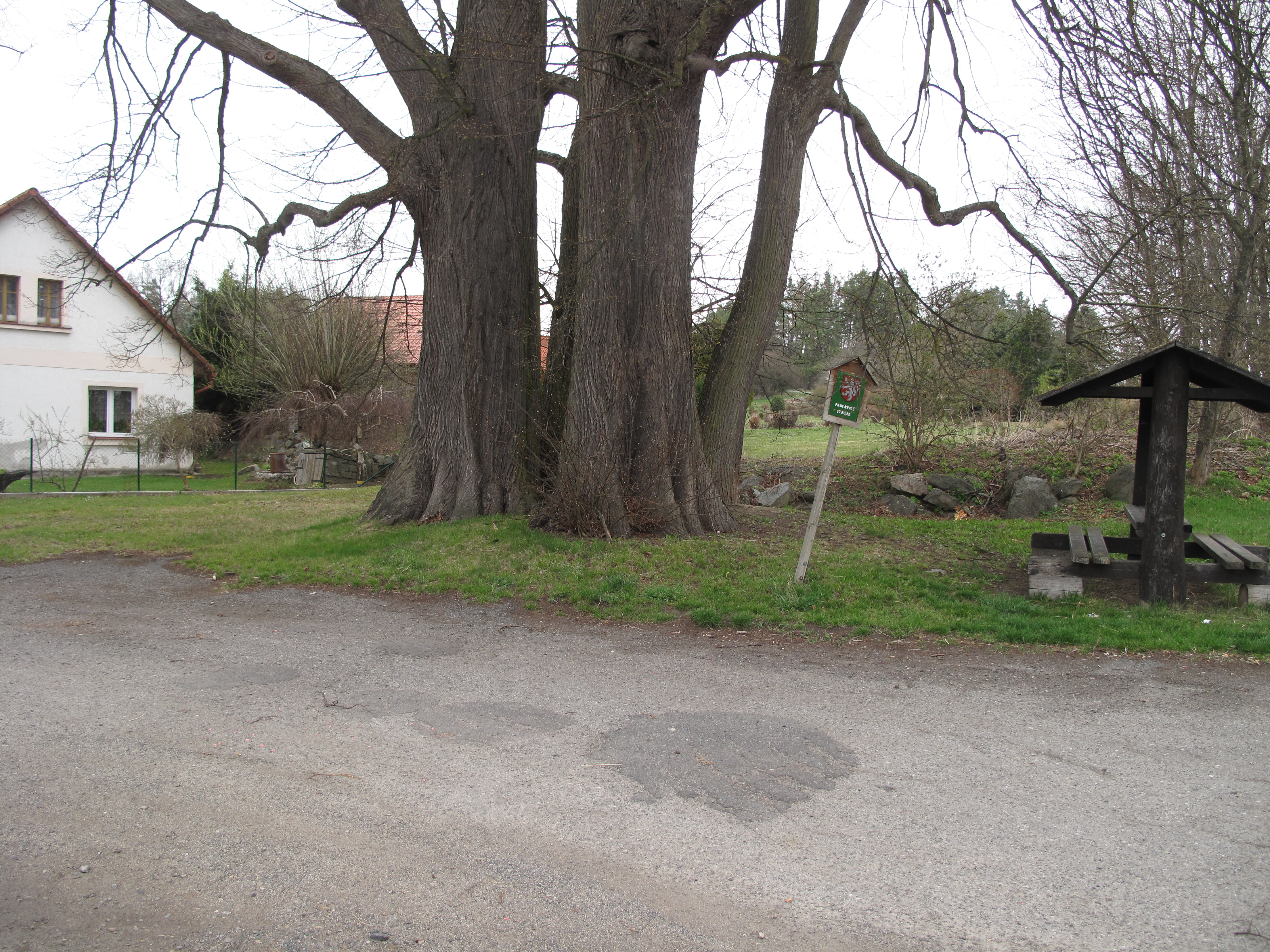
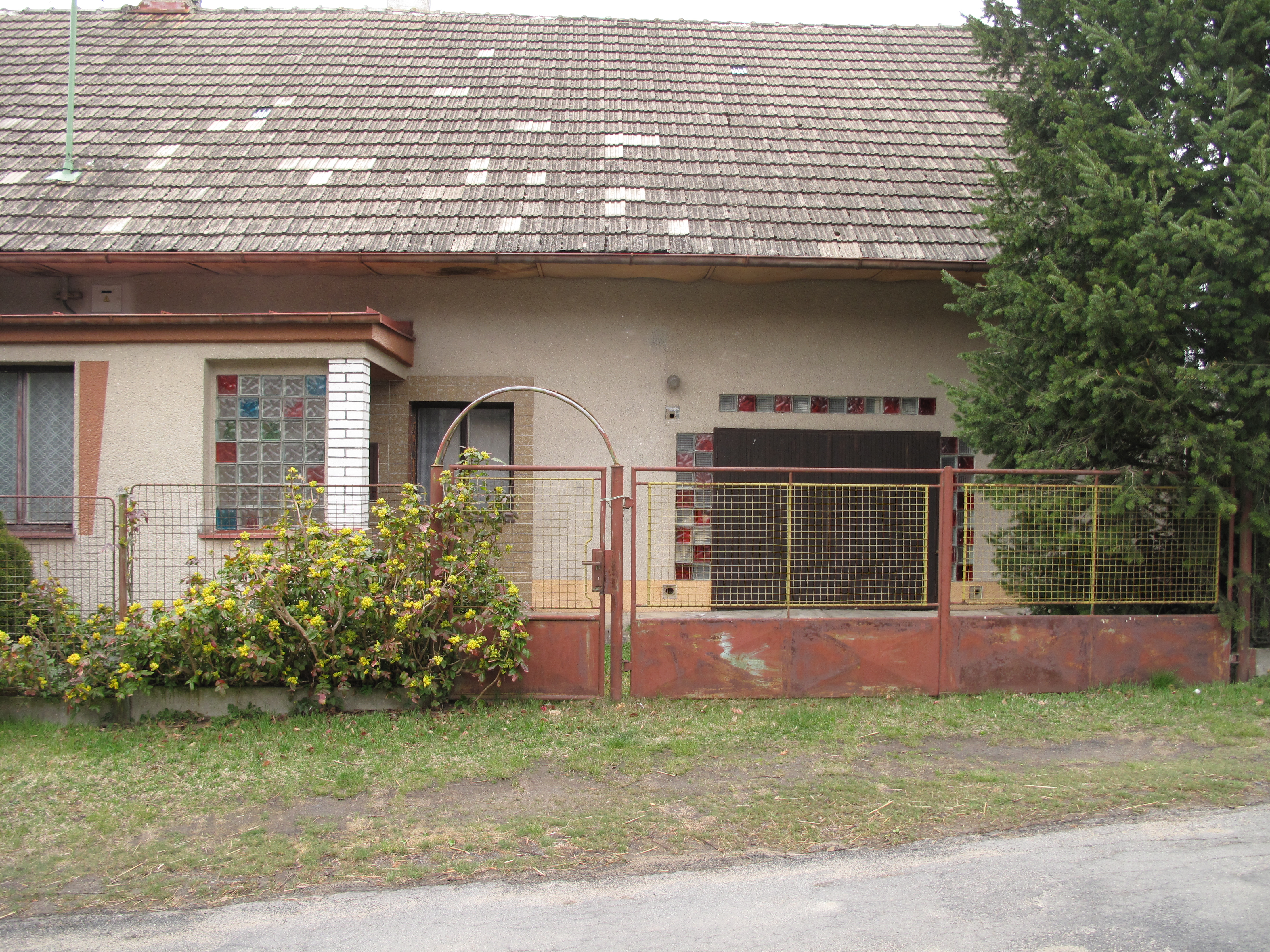